# Japanese National Railways
Japanese National Railways (Japans: 日本国有鉄道, Nippon Kokuyū Tetsudō) ook wel afgekort als JNR was het nationale spoorwegbedrijf van Japan in de periode van 1949 tot 1987.

## Geschiedenis
Op 12 september 1872 werd in Japan de eerste spoorlijn tussen Tokio en Yokohama geopend. Het initiatief hiervoor lag bij de Japanse overheid, maar ook particulieren werden actief en legden spoorlijnen aan. In 1906 werd het spoornet genationaliseerd. Direct na de Tweede Wereldoorlog volgde de Amerikaanse bezetting van Japan. In deze periode werden ingrijpende wijzigingen aangebracht in het functioneren van de Japanse economie waaronder de spoorwegen. 
Na de oorlog kampte de spoorwegen met grote problemen. Er was directe schade als een gevolg van bombardementen, maar er was ook jarenlang te weinig geld voor onderhoud en de aanschaf van modern materieel. Na de overgave was er een gebrek aan alles, waaronder steenkool voor de locomotieven, terwijl het aantal passagiers snel toenam. Overvolle treinen resulteerden in tal van ongevallen.
De Japanese Government Railways, die rechtstreeks onder het ministerie van Transport viel, werd gereorganiseerd en ging op 1 juni 1949 verder als Japanese National Railways (JNR), altijd nog een staatsbedrijf. Het had toen een netwerk met een totale lengte van 19.800 kilometer in heel Japan. In 1981 bereikte het net een record lengte van 21.400 km, maar nadien trad een lichte daling in. Op 31 mei 1987, de laatste dag van zijn bestaan, had het net een lengte van 19.634 km. Het hele net had een spoorwijdte van 1067 millimeter (Kaapspoor). Al deze getallen zijn exclusief het shinkansen netwerk. JNR was actief op het gebied van passagier- en vrachtvervoer. Het was verder actief met autobussen en onderhield veerdiensten tussen de diverse eilanden.
Vanaf de jaren vijftig werd met de elektrificatie van hoofdlijnen vorderingen gemaakt. In 1976 werden de laatste stoomlocomotieven buiten gebruik gesteld en elektrische en dieseltreinen namen deze taak over. In 1964 werd de eerste moderne hogesnelheidslijn, shinkansen, geopend tussen Tokio en Osaka. Hiervoor werd normaalspoor gekozen met een spoorwijdte van 1435 millimeter. Door de gestegen welvaart kwam het autogebruik sterk opkomst vanaf de jaren zestig. De spoorwegmaatschappij verloor klanten en bedrijf begon vanaf 1964 met verlies te draaien. In 1966 was het eigen vermogen volledig verdwenen door de aanhoudende verliezen. In 1971 was het bedrijfsresultaat ¥ 234 miljard negatief na de eerste oliecrisis verergerde deze situatie enorm en negatieve resultaten van ¥ 1000 miljard per jaar werden normaal. Naast de auto nam ook het vliegverkeer binnen Japan fors toe.
Diverse programma's werden gestart om de resultaten te verbeteren zoals het sluiten van oneconomische lijnen en lagere tarieven in daluren, maar alles was onvoldoende om weer winstgevend te worden. In 1985 was het verlies ¥ 1850 miljard op een omzet van ¥ 5580 miljard. JNR leende veel geld om het bedrijf draaiende te houden en dit in combinatie met de hoge investeringen voor de shinkansen en andere lijnen liepen de schulden fors op. In 1987 had het een astronomisch hoog bedrag van ¥ 37.000 miljard (circa US$ 238 miljard) aan schulden op de balans staan. Door de hoge kosten en groot personeelsbestand, zo'n 277.000 medewerkers, leed het zware verliezen. Maatregelen van de directie om deze te beteugelen leidde tot confrontaties met de vakbonden, met veel stakingen tot gevolg. Tot slot bemoeide de overheid zich intensief met de bedrijfsvoering.
Begin jaren tachtig stelde de overheid een commissie in om de staatsuitgaven tegen het licht te houden. De spoorwegen werden benoemd als een van de grote problemen en een plan werd opgesteld voor de privatisering en opsplitsing. Het bestuur van JNR was voor de privatisering, maar tegen de opsplitsing. De publieke opinie was tegen JNR vanwege de hoge tarieven en de slechte dienstverlening. Premier Nakasone ontsloeg bestuursvoorzitter Nisugi en verving een deel van het topmanagement. Hiermee werd de weerstand tegen de regeringsplannen gebroken. In 1987 werd het plan uitgevoerd en JNR werd opgesplitst in zeven afzonderlijke bedrijven die gezamenlijk bekend staan als de Japan Railways Group. De nieuwe spoorbedrijven namen 215.000 JNR werknemers over en de rest ging met pensioen of werd ontslagen.
Voor 1987: Japanese Government Railways · Japanese National Railways · JNR Settlement Corporation